# تعویض مفصل ران
تعویض مفصل ران (به انگلیسی: Hip replacement) عمل جراحی ارتوپدی است که به وسیلهٔ آن مفصل ران آسیب دیده و تخریب شده با پروتز درون کاشت جایگزین می‌گردد. این عمل جراحی به منظور کاهش درد و بهبود فعالیت بیمار انجام می‌شود.

## انواع جایگزینی
بسته به وسعت و محل تخریب مفصل، سه نوع تعویض انجام می‌شود:
- تعویض کامل مفصل.[الف]در این نوع عمل هم قسمت حفره لگنی و هم سر استخوان ران برداشته و جایگزین می‌شوند.
- تعویض نیم مفصل.[ب] در این حالت فقط قسمت سر استخوان ران که خراب یا شکسته است تعویض می‌شود.
- تعویض سطوح مفصلی.[پ]در این عمل فقط قسمت سطحی مفصلی برداشته می‌شود و بقیه قسمت‌های آن باقی می‌ماند.[۱][۲]

## علل منجر به عمل
هرگاه مفصل ران دچار تخریب شود و حرکات مفصل محدود و دردناک گردد، آن مفصل قادر به انجام فعالیت طبیعی خود نشده و کیفیت زندگی کم شده و بیمار ناتوان می‌گردد. با پیشرفت روش‌های جراحی، محدودیتی از نظر سن و وزن بیمار برای عمل جراحی وجود ندارد. عواملی که باعث تخریب مفصل می‌شود عبارتند از:
- آرتروز مفصلی.
- انواع بیماری‌های رماتیسمی بخصوص آرتریت روماتوئید[ت].
- عوارض عفونت‌های مفصلی.
- عوارض شکستگی‌های داخل مفصل.
- عارضه نکروز سر استخوان ران.
- عارضه بیماری‌های مادرزادی مفصل ران.[۳]

## تاریخچه
درمان عواض و بیماری‌های مفصل ران بسیار قدیمی است ولی از روش‌های جایگزینی مفصل می‌توان به کارگذاری مفصل با گوی‌های عاج اشاره کرد که اولین بار توسط دکتر Glück در سال ۱۸۹۱ بکار برده شده‌است. برای اولین بار Austin Moore از پروتزهای فلزی برای کارگذاری استفاده نمود و در سال ۱۹۵۰ Thompson فلز وایتالیوم را در تهیه پروتزها به کار برد. Judet از مواد آکریلیک برای ساخت پروتز استفاده کرد و McKee-Farrar پروتزهای فلز کامل (فلز روی فلز) به‌کار برد. اما عمده پروتزهای کلاسیک تعویض مفصل ران، بر اساس طراحی نوع اولیه و کامل شده آنست که در سال ۱۹۷۰ توسط جان چارنلی ساخته و عرضه شده‌است.

## مراقبت جراحی

### قبل از عمل
گفتگو با بیمار در مورد نیاز به عمل و نوع عمل و مسائل بعد از عمل و معاینه بیمار و بررسی سابقه بیمار و معاینه دقیق از وظایف پزشک معالج است. به دلیل اینکه احتمال جایگزینی میکروب‌ها در درون کاشت‌ها زیاد است، بایستی بیماری که برای این عمل در نظر گرفته شده از نظر احتمال وجود عفونت، بخصوص از نظر عفونت‌های ادراری، دندانی، و سایر نقاط بدن بررسی گردد و اگر وجود داشته باشد قبل از عمل درمان شود. بررسی‌های پرتونگاری و سی تی اسکن و طرح ریزی عمل جراحی و تهیه خون و آماده‌سازی اتاق عمل و تیم جراحی مناسب از دیگر برنامه‌های قبل از عمل است.

### بعد از عمل
برای جلوگیری از آمبولی و لخته شدن خون لازم می‌آید که بیمار تحت درمان داروهای رقیق‌کننده خون قرار گرفته و هرچه سریعتر فیزیوتراپی و راه‌اندازی شود همچنین تجویز آنتی بیوتیک ونیز راهنمایی بیمار از نظر روش زندگی با مفصل مصنوعی از دیگر اقدامات پزشک معالج است.

## انواع پروتز

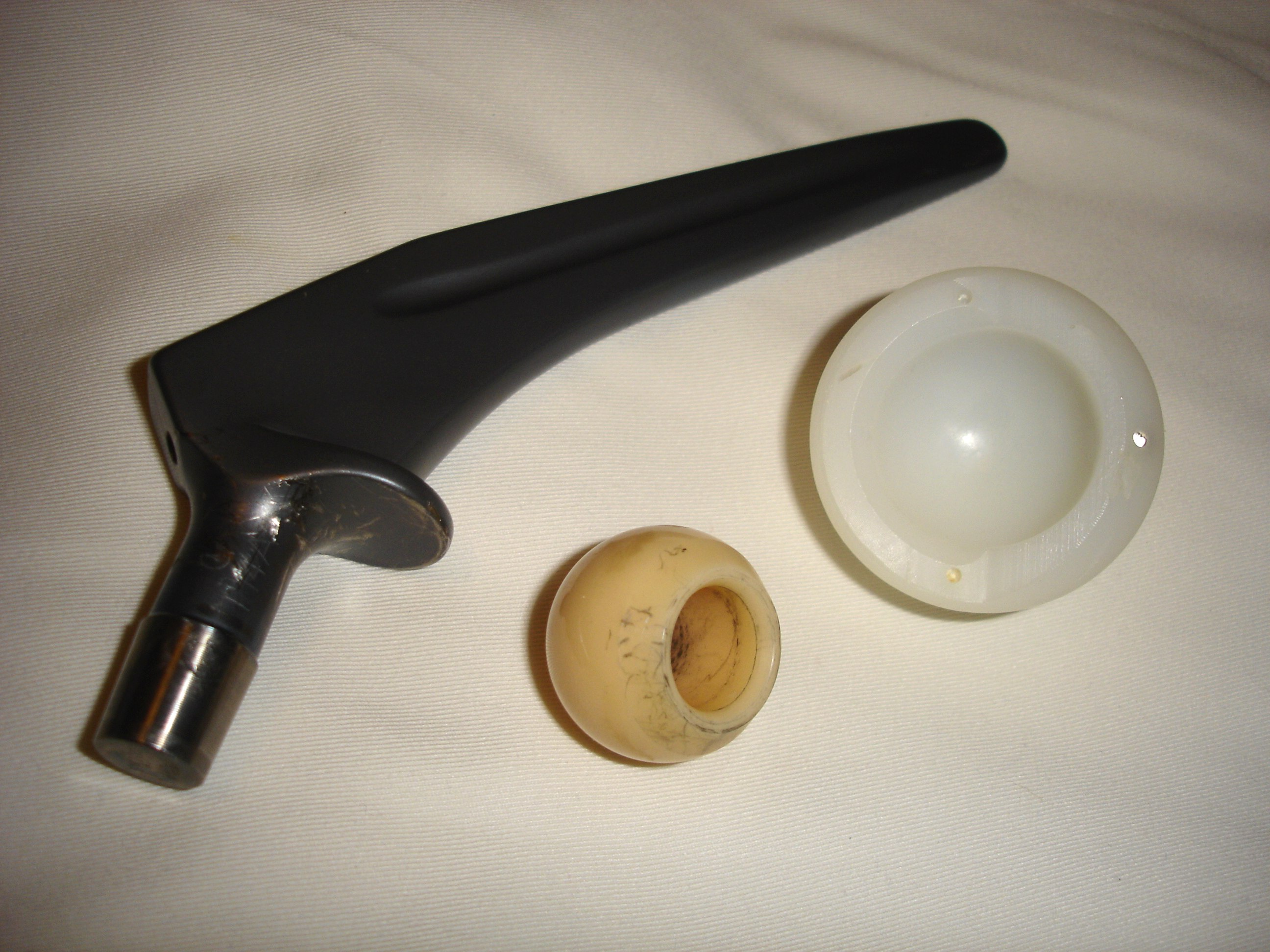
پروتز تیتانیم با سر سرامیک و قسمت لگنی پلی اتیلن

پروتزها از انواع بسیار گوناگون توسط شرکت‌های مختلف ساخته شده‌اند اما از دیدگاه قطعات، از دوقسمت عمده یعنی قسمت حفره حقه‌ای و قسمت رانی ترکیب شده‌اند. در سیستم‌های قدیمی قسمت لگنی از جنس پلی اتیلن با وزن ملکولی بسیار بالا (UHMWPE) و قسمت رانی از فولاد با پوشش تیتانیم، کروم و کبالت یا سایر فلزات واسطه ساخته شده بود. این دو قطعه توسط سیمان استخوان(پلی متیل متاکریلات) به استخوان خود بیمار ثابت می‌شوند.
برای چسباندن پروتزهای جدید تر از سیمان استخوان استفاده نمی‌کنند، بلکه به کمک نیروی اصطکاک و روش فشاری پروتز را جاسازی می نمایند. و در ادامه تثبیت پروتز از طریق فرایند استخوان‌سازی و رشد بافت استخوانی در خلل و فرج ریز روی پروتز انجام می پذیرد .در این پروتزها قسمت حفره لگنی از یک کاسه فلزی تشکیل شده که به استخوان لگن ثابت می گردد و بین آن و قسمت رانی، پوشش پلی اتیلنی قرار می‌گیرد.
پروتزهای جدید، از نظر نوع قطعات، جنس، و طراحی ساخت بسیار متنوع بوده و با توجه به سلیقه و تشخیص جراحان از آن‌ها استفاده می‌شود. انواع سرامیکی و فلزی کامل آن هم وجود دارد.

## عوارض

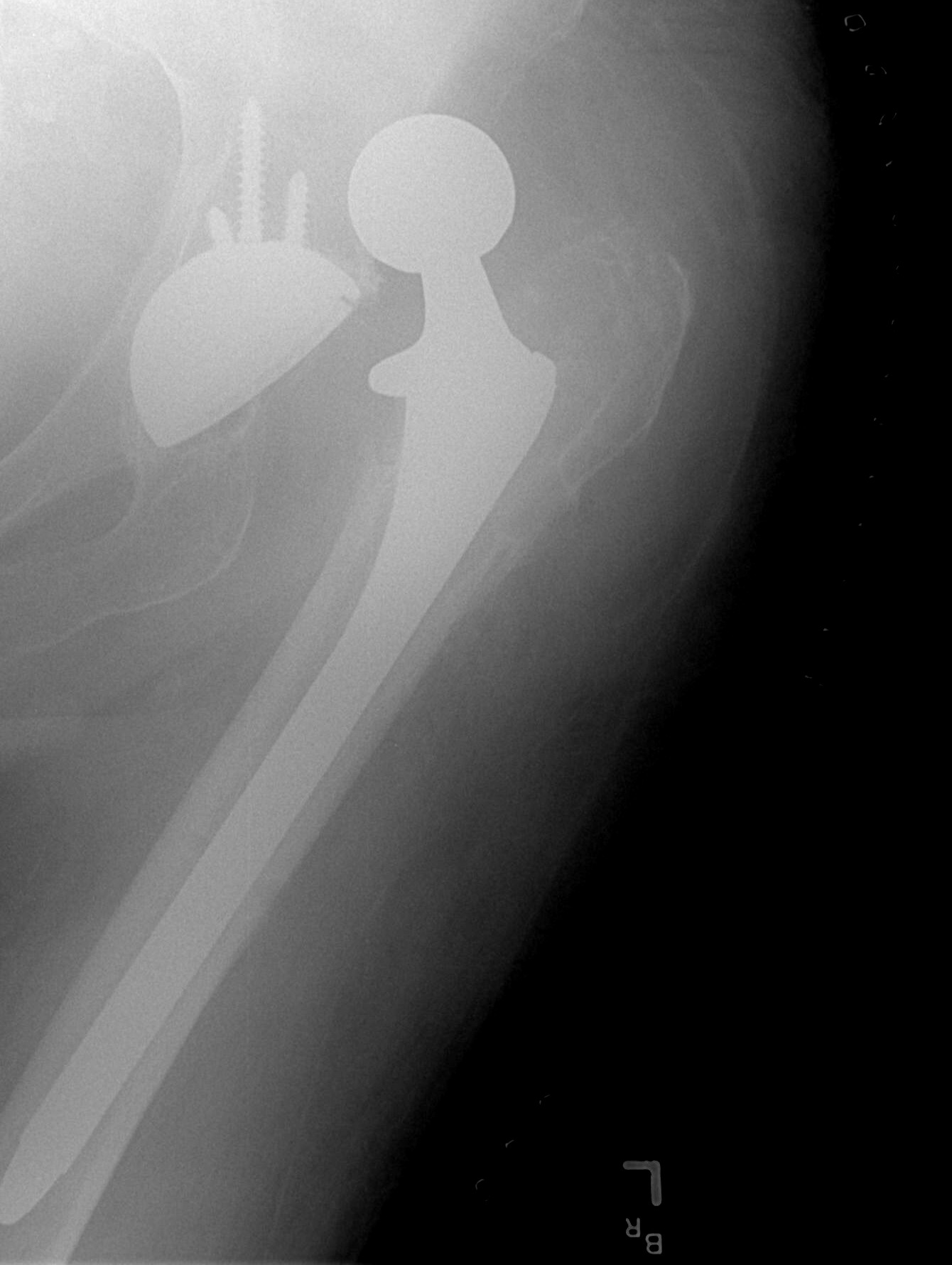
دررفتگی پروتز

مانند هر عمل جراحی بزرگ، موارد نادری از عوارض می‌تواند بروز نماید.

### زودرس
- عوارض احتمالی حین عمل می‌تواند شامل: شکستگی استخوان ران، صدمه عروق و اعصاب و کوتاهی یا بلندی اندام باشد.
- عوارض احتمالی بعد از عمل می‌تواند شامل: دررفتگی پروتز، عفونت و خون‌ریزی باشد.[۳][۶]

### دیررس
عفونت و شل شدگی و ساییدگی لایه پلی اتیلن از عوارض دیررس پروتزها است. در بسیاری از مواقع شل شدگی آن بعلت عفونت نبوده و خوردگی استخوان مجاور پروتز باعث شل شدن آن می گردد. براده‌های حاصل از سایش پلی اتیلن و فلز یکی از علل عمده شل شدگی پروتز است.